# Чемпіонат Океанії з легкої атлетики
Чемпіонат Океанії з легкої атлетики — найпрестижніше у легкоатлетичному календарі Океанії міжнародне змагання, що проводиться раз на два роки Легкоатлетичної асоціацією Океанії.

## Історія
Легкоатлетична асоціація Океанії була створена 1969 року після того, як Світова легка атлетика внесла зміни до своєї Конституції, які дозволили створення континентальних легкоатлетичних федерацій. Перше засідання Океанської асоціації відбулось того ж року в Порт-Морсбі, Папуа Нова Гвінея під час проведення третіх Південнотихоокеанських ігор
Однак перший континентальний чемпіонат Легкоатлетична асоціація Океанії провела лише 1990 року в Суві, Фіджі.
Програма цих чемпіонатів від самого початку включала змагання у дорослій та юніорській (юнацькій) вікових категоріях.

## Формат
У змаганнях беруть участь легкоатлети, які представляють національні федерації, що входять до Легкоатлетичної асоціації Океанії.
Від однієї країни в кожному індивідуальному виді можуть вийти на старт до 3 спортсменів, які виконали в установлений період відповідний кваліфікаційний норматив.
Країна може заявити по одній команді до естафетної дисципліни.
Наразі змагальна програма чемпіонату Океанії включає, крім змішаного естафетного бігу 4×400 метрів, по 24 дисципліни для чоловіків та жінок:
- дисципліни бігу та спортивної ходьби на доріжці стадіону: біг на 100, 200, 400, 800, 1500, 5000, 10000 метрів, 110 метрів з бар'єрами (у чоловіків) та 100 метрів з бар'єрами (у жінок), 400 метрів з бар'єрами, 3000 метрів з перешкодами, естафети 4×100 та 4×400 метрів, ходьба на 10000 метрів (у чоловіків) та на 5000 метрів (у жінок);
- технічні дисципліни: стрибки у висоту, з жердиною, в довжину та потрійним, штовхання ядра, метання диска, молота та списа;
- багатоборство: десятиборство (у чоловіків) і семиборство (у жінок)[2].

Шосейні дисципліни бігу та спортивної ходьби, а також кросовий біг не входять до програми головного чемпіонату, та з них проводяться окремі першості Океанії.

## Чемпіонати
| #  | Рік  | Місто-господар | Дати проведення   |
| -- | ---- | -------------- | ----------------- |
| 1  | 1990 | Сува           | 11-14 липня       |
| 2  | 1994 | Окленд         | 22-26 лютого      |
| 3  | 1996 | Таунсвілл      | 28-30 листопада   |
| 4  | 1998 | Нукуалофа      | 27-28 серпня      |
| 5  | 2000 | Аделаїда       | 24-26 серпня      |
| 6  | 2002 | Крайстчерч     | 12-14 грудня      |
| 7  | 2004 | Таунсвілл      | 16-18 грудня      |
| 8  | 2006 | Апіа           | 12-16 грудня      |
| 9  | 2008 | Сайпан         | 25-28 червня      |
| 10 | 2010 | Кернс          | 23-25 вересня     |
| 11 | 2013 | Папеете        | 3-5 червня        |
| 12 | 2014 | Аваруа         | 24-26 червня      |
| 13 | 2015 | Кернс          | 8-10 травня       |
| 14 | 2017 | Сува           | 28 червня-1 липня |
| 15 | 2019 | Таунсвілл      | 25-28 червня      |
| 16 | 2022 | Маккай         | 7-9 червня        |
| 17 | 2024 | Сува           | 1-7 червня        |

## Медальний залік
- Інформація наведена по чемпіонат-2019 включно.

| Місце               | Країна                       | Золото | Срібло | Бронза | Загалом |
| ------------------- | ---------------------------- | ------ | ------ | ------ | ------- |
| 1                   | Нова Зеландія                | 189    | 116    | 91     | 396     |
| 2                   | Австралія                    | 154    | 169    | 130    | 453     |
| 3                   | Папуа Нова Гвінея            | 88     | 84     | 74     | 246     |
| 4                   | Фіджі                        | 74     | 59     | 55     | 188     |
| 5                   | Самоа                        | 34     | 18     | 21     | 73      |
| 6                   | Тонга                        | 23     | 33     | 40     | 96      |
| –                   | / Регіональна Австралія      | 18     | 18     | 12     | 48      |
| 7                   | Нова Каледонія               | 16     | 21     | 19     | 56      |
| 8                   | Французька Полінезія         | 15     | 22     | 22     | 59      |
| 9                   | Соломонові Острови           | 10     | 10     | 11     | 31      |
| 10                  | Вануату                      | 7      | 14     | 14     | 35      |
| 11                  | Острови Кука                 | 5      | 12     | 11     | 28      |
| 12                  | Гуам                         | 5      | 10     | 17     | 32      |
| 13                  | Острів Норфолк               | 5      | 2      | 2      | 9       |
| 14                  | Волліс і Футуна              | 2      | 1      | 1      | 4       |
| 15                  | Кірибаті                     | 1      | 6      | 4      | 11      |
| 16                  | Американське Самоа           | 1      | 3      | 8      | 12      |
| –                   | Західне узбережжя Таїті      | 1      | 0      | 3      | 4       |
| 17                  | Північні Маріанські Острови  | 0      | 3      | 3      | 6       |
| –                   | Ветерани Австралії           | 0      | 2      | 0      | 2       |
| 18                  | Палау                        | 0      | 1      | 1      | 2       |
| 19                  | Науру                        | 0      | 0      | 3      | 3       |
| 20                  | Маршаллові Острови           | 0      | 0      | 1      | 1       |
| 20                  | Федеративні Штати Мікронезії | 0      | 0      | 1      | 1       |
| Загалом (21 збірна) | Загалом (21 збірна)          | 648    | 604    | 544    | 1796    |